# Sydöstran
Sydöstran, tidigare Blekinge Folkblad (1903–1921) och Sydöstra Sveriges Dagblad (1921–1973), är en svensk dagstidning i Karlskrona med täckningsområdet Blekinge län, grundad 1903. Ledarsidan är socialdemokratisk. Den har utgivning måndag–lördag samt dygnet runt på tidningens webbplats. Centralredaktionen ligger i Karlskrona och därutöver finns lokalredaktioner i Karlshamn, Ronneby, Sölvesborg och Olofström.

## Historia
Tidningen har under hela sin existens varit, mer eller mindre, en del av svensk arbetarrörelse. Den grundades 1903 av stenhuggare från Karlshamn och hette då Blekinge Folkblad. Namnet ändrades i december 1921 till Sydöstra Sveriges Dagblad. 1973 ändrades det igen till Sydöstran. Tidningen var del av koncernen A-Pressen fram till att den gick i konkurs 1992. Den blev då fristående från Socialdemokratiska arbetarepartiet, men fortsatte ha en socialdemokratisk ledarsida.

## Redaktörer
Aron Henricsson var redaktör från 1906 till 1919, Algot Törnkvist från 1920 till 1949 och därefter Gunnar Berg fram till 1958.
Nuvarande chefredaktör och ansvarig utgivare, sedan juni 2017, är Anders Nilsson. Han ersatte Gunnar Svensson, som tillträdde i december 2010.

## Ägare
Sydöstran ägs sedan 2009 till 90,1 procent av Gota Media. De resterande 9,9 procenten av tidningen ägs av Arbetarrörelsens tidningsstiftelse i Blekinge. Tidningen utges av Sydöstran AB.